# دهستان کاغذکنان شمالی
کاغذکنان شمالی یکی از دهستان‌های استان آذربایجان شرقی است که در بخش کاغذکنان شهرستان میانه   مرکزیت شهر آقکند  (خونج) می باشد .